# Neuville-sur-Brenne
Neuville-sur-Brenne település Franciaországban, Indre-et-Loire megyében. Lakosainak száma 890 fő (2022. január 1.). Neuville-sur-Brenne Authon, Le Boulay, Château-Renault, Saunay és Villechauve községekkel határos.

## Népesség
A település népességének változása:
| Lakosok száma | 231  | 368  | 516  | 683  | 888  | 892  | 899  | 920  | 927  | 890  |
|               | 1968 | 1982 | 1990 | 2006 | 2013 | 2015 | 2017 | 2019 | 2020 | 2022 |